# Promegaparia petiolata
Promegaparia petiolata är en tvåvingeart som beskrevs av Townsend 1931. Promegaparia petiolata ingår i släktet Promegaparia och familjen parasitflugor.
Artens utbredningsområde är Peru. Inga underarter finns listade i Catalogue of Life.